# Tapinogyna
Tapinogyna is een geslacht van vlinders van de familie spanners (Geometridae), uit de onderfamilie Oenochrominae.

## Soorten
- T. oxypeuces Turner, 1933
- T. perichroa Lower, 1903